# Катастрофа на DC-3 на „Мехикана“ в Мексико през 1949 г.
На 26 септември 1949 г. самолет „Дъглас DC-3A“ изпълнява редовен вътрешен пътнически полет от Тустла Гутиерес, Чиапас, до Мексико, с планирани междинни кацания в Икстепек и Оахака де Хуарес (Оахака), и Тапачула (Чиапас), Мексико, управляван от „Мехикана де Авиасион“. По време на последния етап от маршрута към международното летище „Мексико Сити“ самолетът се разбива във вулкана Попокатепетъл и убива всички 21 пътници и 3 членове на екипажа на борда на машината. Сред загиналите са актрисата Бланка Естела Павон и сенатор Габриел Рамос Милан.
Според разследването самолетът претърпява силна турбуленция над град Мексико. Пилотът се свързва с военновъздушна база, като съобщава, че е близо до вулкана.